# Уэллмэн, Кейси
Ке́йси Уэ́ллмэн (англ. Casey Wellman; род. 18 октября 1987, Кастро-Валли, Калифорния) — американский хоккеист, нападающий.

## Карьера
Кейси Уэллмэн начал заниматься хоккеем в частной школе Кингвуда. Отец Кейси, Брэд Уэллмэн, являлся профессиональным бейсболистом, восемь лет отыгравший на высшем уровне, в МЛБ, поэтому Кейси мог выбрать и другой вид спорта, но как признался сам хоккеист, у него было столько энергии, что бейсбол казался ему медленным, а вот бешеный круговорот хоккея затягивал и поэтому Кейси выбрал хоккей.
Кейси Уэллмэн не попал на драфт НХЛ, однако, благодаря хорошим выступлениям в составе команды Амхерстского колледжа, на молодого хоккеиста обратила внимание команда «Миннесота Уайлд», в составе которой Уэллмэн дебютировал на профессиональном уровне в марте месяце сезона 2009/2010. Дебют пришёлся на игру против «Коламбус Блю Джекетс» и в первой же игре Кейси Уэллмэн стал автором результативной передачи, тем самым, открыв счёт свои персональным очкам на профессиональном уровне. Свою первую шайбу в НХЛ Уэллмэн забросил 10 апреля 2010 года, в ворота «Даллас Старз». Всего, в своём дебютном сезоне, Кейси Уэллмэн провёл 12 матчей за основной состав «Миннесоты» и по окончании сезона продлил трудовое соглашение с клубом. В сезоне 2010/2011 Уэллмэн чередовал игры за основную команду, а также фарм-клуб «Уайлд» — «Хьюстон Аэрос».
3 февраля 2012 года, в результате обмена на выбор в седьмом раунде драфта, Уэллмэн перешёл в систему другого клуба НХЛ — «Нью-Йорк Рейнджерс», но до конца контракта выступал исключительно за фарм-клуб «Коннектикут Уэйл». Сезон 2012/2013 игрок провёл в фарм-клубе «Флориды Пантерз» — «Сан-Антонио Рэмпейдж». В сезоне 2013/2014 у Уэллмэна появилась ещё одна возможность закрепиться в НХЛ, так как в конце января 2013 года права на хоккеиста перешли в систему «Вашингтон Кэпиталз», с которой был подписал двухгодичный контракт. В составе «Кэпиталз» игрок провёл 13 матчей, забросил одну шайбу и дважды ассистировал партнёрам. Большую часть времени игрок провёл в составе фарм-клуба — «Херши Беарс».
Летом 2015 года, после окончания контракта с «Кэпиталз», Кейси Уэллмэн принял решение переехать в другую страну, с целью нового для себя вызова и подписал контракт с московским «Спартаком», который, после финансового кризиса и пропуска одного сезона, вернулся в элиту КХЛ и стал формировать команду для участия в сезоне 2015/2016. Дебют за красно-белых состоялся в матче первого тура регулярного сезона, против минского «Динамо». В этой игре Уэллмэн забросил решающую шайбу в овертайме, тем самым заработав первоё персональное очко в лиге и принёс победу своей новой команде. Всего, в составе «Спартака», Уэллмэн провёл 40 матчей и заработал 16 результативных баллов по системе гол+пас (8+8). По окончании сезона Уэллмэн принял решение покинуть Россию и подписал годичный контракт со шведским хоккейным клубом «Фрёлунда». В составе «Фрёлунды» Уэллмэн стал победителем престижного турнира — хоккейной Лиги Чемпионов, а также получил звание лучшего бомбардира и лучшего снайпера этого турнира, за 12 матчей забросив 8 шайб и 6 раз ассистировав партнёрам.
Перед началом сезона 2017/2018 Уэллман вернулся в Континентальную хоккейную лигу, подписав годичное соглашение с хоккейным клубом «Сочи». В составе клуба с черноморского побережья Кейси провёл хороший сезон, отыграв в 47 матчах забросил 10 шайб и 21 раз становился автором результативных передач. C 2018 по 2020 год Кейси Уэллмэн выступал в швейцарском клубе «Рапперсвиль-Йона Лейкерс». Также, в декабре 2019 года, для участия в кубке Шпенглера, Уэллмэн был арендован, на краткосрочной основе, хоккейным клубом «Давос», который является организатором данного турнира. После окончания контракта хоккеист оставался без клуба на протяжении всего лета, однако, в сентябре 2020 года, перебрался в китайский хоккейный клуб «Куньлунь Ред Стар», который в связи с эпидемиологической обстановкой в Мире вынужден провести сезон 2020/2021 в подмосковных Мытищах. В составе драконов Уэллмэн провёл 31 матч, Забросил 5 шайб и отдал 8 результативных передач. при показатели полезности «-14». В мае 2021 года, будучи свободным агентом, Кейси Уэллмэн перешёл в финский клуб «Кярпят», подписав контракт до 2023 года.

## Карьера в сборной
Кейси Уэллмэн вызывался в состав сборной США для участия в международном турнире — Кубок Германии, который проходил в городе Аугсбург с 6 по 8 ноября 2015 года.

## Достижения
- победитель хоккейной Лиги Чемпионов в сезоне 2016/2017